# X-Games: Pro Boarder
X-Games: Pro Boarder (ESPN X-Games Pro Boarder) est un jeu vidéo de sport (snowboard) développé par Radical Entertainment  et édité par Electronic Arts, sorti en 1998 sur Windows et PlayStation.

## Accueil
- GameSpot : 8,7/10 (PS)[1]
- IGN : 7,8/10 (PC)[2]